# لئون ولی (تگزاس)
لئون ولی، تگزاس(به انگلیسی: Leon Valley, Texas) شهری در ایالت تگزاس از ایالات جنوبی ایالات متحده آمریکا است. در سرشماری سال ۲۰۰۰، جمعیت این شهر ۹۲۳۹ نفر اعلام شد.